# 季风
季風（又稱季候風）是週期性的風，隨著季節變化，并且盛行风向（40%以上风频）季节切变达120度以上（按照傳統定義，非全球性季風定義）。主要發生在季風亞洲（東亞、东南亚、南亞地區）、西非幾內亞和澳大利亚的北部沿海地带等地。北美、南美、阿拉伯半島及東南非亦有小範圍的季風現象，但未能形成大範圍且穩定的季風氣候帶。

## 歷史
阿拉伯人很早已發現了季風，並稱之為"موسم"（Mausim），意思為季節。古时代阿拉伯商人利用风向的季节变化特点从事航海活动，当时人们对盛行此地的季风已有一定的感性认识。17世纪后期，随着欧洲商人在这一地区航海活动的增加，人们对季风的观察更为细緻，从而加深了对季风的认识。17世纪后期愛德蒙·哈雷首先提出海陆间热力环流的季风成因理论。随着季风风向的转变，云雨等天气现象也发生相应变化，因此季风与农业生产密切有关，从而引起广泛关切。第二次世界大战结束后，因为高空资料的积累，对季风的形成有更深刻的认识，提出季风是海陆分布、行星环流及地形三者的综合影响。

## 季風的形成

### 海陆热力性质差异成因
海水的比熱容量遠比陸地為高，所以陸地在冬季時的降溫以及夏季時的升溫比海洋快和明顯，造成溫度上的差異。當空氣受熱膨脹，密度便會降低，因而向上升；反之亦然。这使得在夏季時陸地的氣壓會比海洋低，海洋的冷湿空气向陆地移动，冬季時则相反，所以季風區在夏季和冬季的風向會相反。

### 行星风系季节移动成因
在赤道附近，以北半球为例，冬半年盛行东北信风，夏半年赤道低压随着太阳直射点北移而北偏，使得南半球的东南信风越过赤道，在北半球地转偏向力的右偏作用下偏转成西南方向的赤道西风。信风和赤道西风方向大致相反，从而形成季风。

## 夏季季候風

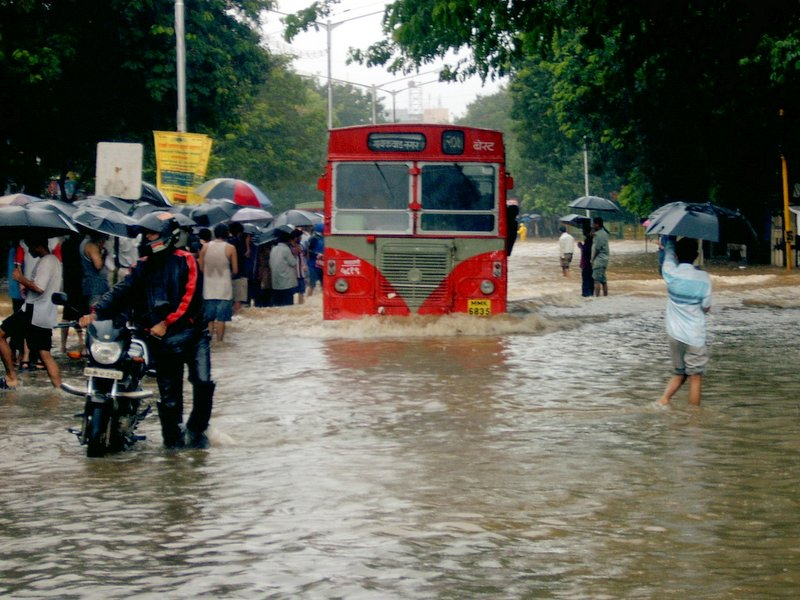
印度季风造成的暴雨

印度西南季风示意图

亚洲东部是世界上季风气候最典型的地区，原因是该地地处世界上最大的大陆亚欧大陆和最大的海洋太平洋之间，海陆热力性质差异造成的影响十分明显。该地由此形成了独特的热带季风气候、亚热带季风气候和温帶季风气候，是对中国影响最大的气候。

### 南亞季風區
南亞季風區範圍包括北印度洋和孟加拉灣沿岸地區，包含印度次大陸和中南半島西岸。在北半球夏季，南半球的副熱帶高壓吹出之東南信風，在跨越赤道後受地转偏向力影響轉為西南風（赤道西风）、加上索馬里的地形影響，成為強烈的西南氣流吹向印度次大陸。加上青藏高原受熱而在高空形成青藏高氣壓，加強該區的高空輻散，使南亞季風區的夏季季候風強而穩定，並有大量對流活動產生。
因為地面吹著強勁的西風季候風，但高空卻受青藏高氣壓的東風急流影響，以致地面和高空風向不一致，或說垂直風切變強烈，以致南亞季風區熱帶氣旋活動較少。

### 東亞季風區
東亞季風區範圍包括南海及太平洋西北沿岸地區，包含中南半島東岸、中國東部和朝鮮半島、菲律賓群島、日本等地。在北半球的夏季，南半球的大洋洲散熱明顯，成了一個冷源，氣壓比海洋高，季風氣流自東南向西北吹，進入北半球受科氏力(科里奧利力)影響偏轉為西南風，混合越過中南半島的南亞季風後在中國內陸的內陸熱低壓影響下轉而吹向中國内地，形成东南亚和南海夏季的西南季风。东面的太平洋因升温比亚欧大陆慢，湿润的空气向亚洲的低压移动，在东亚东部形成东南季风。这股气流位于西北太平洋副熱帶高壓脊西側，並會和越赤氣流發展出季風槽。大部分西北太平洋的熱帶氣旋都是在季風槽中發展出來的。東亞季風跨越的緯度極廣，南至近赤道的檳城，北達副极地气候的庙街 (俄罗斯)、馬加丹，西到内蒙古的鄂尔多斯市，均為季風可到達的範圍。

## 冬季季候風
在北半球的冬季，西伯利亞平原以及蒙古高原成為一個強大的冷源，由於熱力性質的差異使氣壓上升，形成由東亞吹向太平洋和南半球的冬季季候風。

## 相關連結
- 夏季季風
- 東亞季風實驗[]
- 季風亞洲